# 카롤린 프루스트

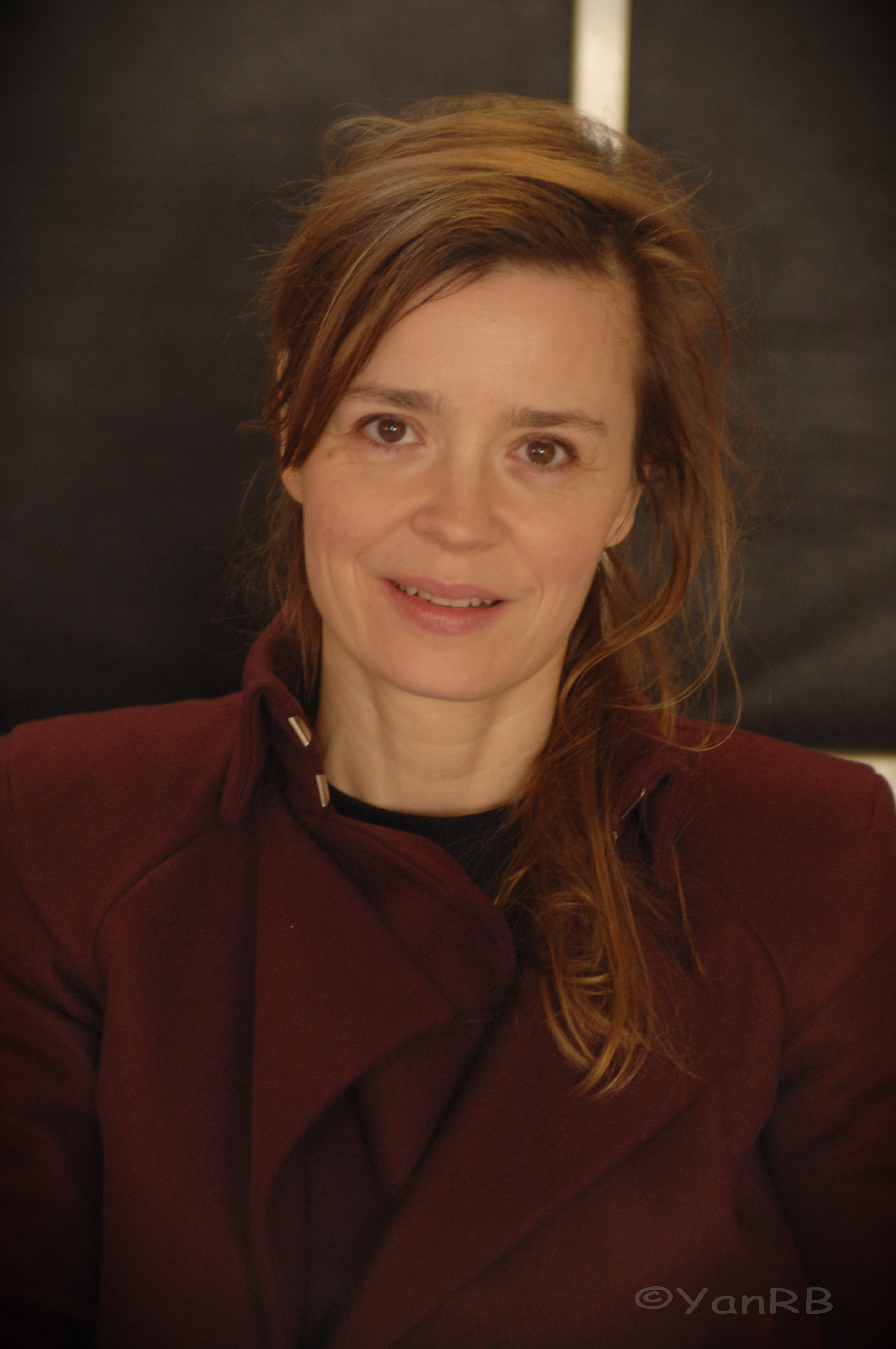

카롤린 프루스트(프랑스어: Caroline Proust, 1967년 11월 18일 ~ )는 프랑스의 배우이다.

## 방송
- 스파이럴 시즌5
- 스파이럴 시즌4
- 스파이럴 시즌3
- 스파이럴 시즌2
- 스파이럴 시즌1

## 영화
- 스파이럴 시즌5 (2014년)
- 스파이럴 시즌4 (2012년)
- 더 문 차일드 (2011년)
- 스파이럴 시즌3 (2010년)
- 스파이럴 시즌2 (2008년)
- 캐쉬 (2008년)
- 스콜피온 (2007년) - 레아/엘로디 역
- 스파이럴 시즌1 (2005년)
- 밀고자 (1998년)
- Les Mickeys (1994년)
- 데스 오브 어 카우 (1990년)